# Pronauphoeta smaragdina
Pronauphoeta smaragdina är en kackerlacksart som först beskrevs av Hanitsch 1950.  Pronauphoeta smaragdina ingår i släktet Pronauphoeta och familjen jättekackerlackor. Inga underarter finns listade i Catalogue of Life.